# Сен-Сулан
Сен-Сула́н (фр. Saint-Soulan) — коммуна во Франции, находится в регионе Юг — Пиренеи. Департамент — Жер. Входит в состав кантона Саматан. Округ коммуны — Ош.
Код INSEE коммуны — 32407.

## География

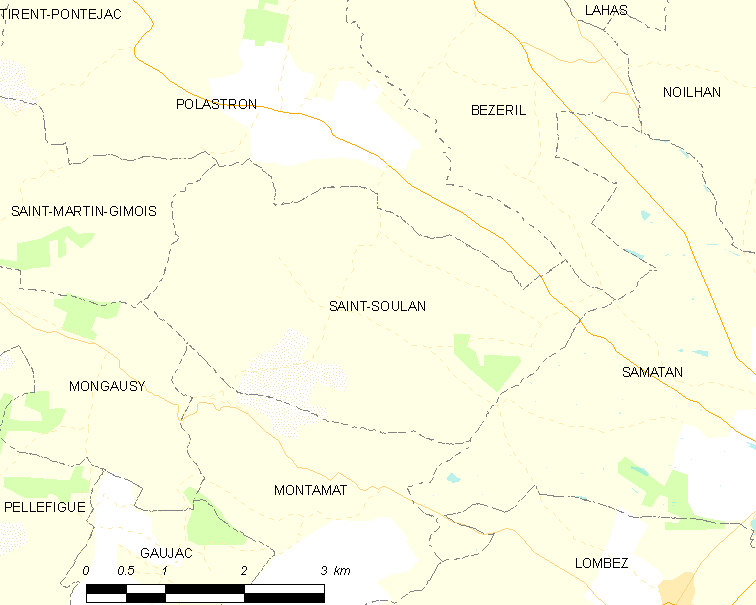
Карта коммуны

Коммуна расположена приблизительно в 610 км к югу от Парижа, в 50 км западнее Тулузы, в 27 км к юго-восточнее от Оша.

## Население
Население коммуны на 2010 год составляло 146 человек.
| 1962 | 1968 | 1975 | 1982 | 1990 | 1999 | 2010 |
| ---- | ---- | ---- | ---- | ---- | ---- | ---- |
| 192  | 169  | 141  | 155  | 145  | 134  | 146  |

## Администрация
| Период | Период | Фамилия      | Партия | Примечания |
| ------ | ------ | ------------ | ------ | ---------- |
| 2001   | 2014   | Жерар Санса  |        |            |
| 2014   | 2020   | Жак Альфенор |        |            |

## Экономика
В 2010 году среди 79 человек трудоспособного возраста (15-64 лет) 57 были экономически активными, 22 — неактивными (показатель активности — 72,2 %, в 1999 году было 72,8 %). Из 57 активных жителей работали 54 человека (31 мужчина и 23 женщины), безработных было 3 (0 мужчин и 3 женщины). Среди 22 неактивных 3 человека были учениками или студентами, 11 — пенсионерами, 8 были неактивными по другим причинам.